# وادیم گولیایف
وادیم گولیایف (روسی: Вадим Владимирович Гуляев؛ ۵ فوریهٔ ۱۹۴۱ – ۱۲ دسامبر ۱۹۹۸) بازیکن واترپلو اهل شوروی بود.